# Poliosia umbra
Poliosia umbra är en fjärilsart som beskrevs av Rothschild 1916. Poliosia umbra ingår i släktet Poliosia och familjen björnspinnare. Inga underarter finns listade i Catalogue of Life.